# Мюсюлмани (народ)
 Тази статия е за народността в бивша Югославия.  За вярващите в исляма вижте Мюсюлмани.  
Мюсюлманите по народност (или мюсюлмански народ) е изкуствено въведено понятие за народност (етническа група) в Социалистическа Югославия за етно-религиозната общност на мюсюлманите, говорещи предимно сърбохърватски език.

## Разпределение
Населяват главно Босна и Херцеговина, в която са най-многобройният държавотворен народ – според преброяването от 1991 г. техният брой е 1 905 000 души или 44% от населението в републиката. След разпадането на СФРЮ (1992) и обявяването на независимостта на Босна и Херцеговина голяма част от така наречения „мюсюлмански народ“ се самоопределя със своето национално име бошняци.
Според новите преброявания в страните от бивша Югославия все по-голяма част се самоопределят като „бошняци“ и все по-малка част – като „мюсюлмани по народност“:
- в Сърбия (2002) – 136 087 бошняци и 19 503 мюсюлмани (в Автономна област Войводина са 3634 мюсюлмани и 417 бошняци);
- в Черна гора (2003) – 63 272 бошняци и 28 714 мюсюлмани;
- в Северна Македония (2002) – 17 018 бошняци и 2553 мюсюлмани при 15 315 мюсюлмани и 7244 бошняци през 1994 г.

## Етнически групи

### Бошняци
След Босна и Херцеговина голям брой бошняци живеят също в Сърбия и Черна гора, които населяват главно Санджак (на границата между Сърбия и Черна гора) и прилежащите райони.

### Горани
Гораните населяват областта Гора в Южно Косово и част от Източна Албания. По времето на СФРЮ косовските горани също са се самоопределяли като мюсюлмани, а днес се самоопределят като горани и като такива са признати в преброяването на населението в Сърбия. Част от гораните са запазили своето българско самосъзнание.

### Торбеши
Торбешите са българскоговорещи помаци, които по времето на СФРЮ също са се самоопределяли като мюсюлмани. Днес те са обект на македонизация, албанизация и бошняцизация.